# Platinum 900
Platinum 900（プラチナム 900）は、日本のバンド。1994年に結成し、1997年にBMG JAPANからメジャーデビュー。1999年解散。

## メンバー
- 坂田直子（さかた なおこ）:ボーカル、作詞

- 西村一彦（にしむら かずひこ）:エレクトリック・ギター、アコースティック・ギター、ベース、作曲、作詞（一部、坂田と共作）

- 飯星裕史（いいほし ひろし）:キーボード、プログラミング、編曲、作曲（一部、西村と共作）

### 来歴
- それぞれ1980年代後半に10代でバンドを組んで活動していた。
- 坂田が、友人から西村を紹介してもらったが、20代では2人ともバンド活動を一旦終了していた。
- 西村の曲に坂田が歌を付けたところ、所属事務所に気に入られ、レコードを制作することとなった。
- そのレコーディングが始まってから、事務所から飯星を紹介され、そのうち正式メンバーになってもらった。
- バンド名の由来は、西村によれば「白金台の一軒家に住む50代のブルジョアおば様(ブルおば)がリビングのマークレビンソンで聴いてそうな音楽を目指したい...ブルおば・シャレオツコンセプト！そこからプラチナム、ついでに900もつけて...」[3]。
- 飯星は1枚目のアルバム制作中に病気で倒れ、病院とスタジオを往復しながら作品を制作していた[2]。

### 音楽性
- ディスコ、ジャズ・ファンク、ボサノヴァがミックスされた、レア・グルーヴ。

### エピソード
- レコーディングにお金をかけすぎてプロモーション費ゼロという謎の販売戦略？だったため、MVの1つも残っておらず、数少ないライブも何一つ残っていない。[4]
- 2019年頃から複数のディスクガイド本やWEBメディアで、特に「Free(at last)」が名盤として紹介され、廃盤となっていた作品の中古価格が高騰[2]し、メンバーの坂田も「自分のCDが買えなくて困っていた」[3]ほどだった。

## ディスコグラフィ

### アルバム
| #                | 発売日         | アルバム                                                                                             | 規格         | 発売元・品番                 | 備考                                                                                       |
| ---------------- | -------------- | --- | ------------ | ---------------------------- | ------------------------------------------------------------------------------------------ |
| 1st ミニアルバム | 1997年11月21日 | Platinum Airways Flight 900 プラチナム航空900便                                                      | CD           | BMG JAPAN BVCR-1054          | 全7曲                                                                                      |
| 1st ミニアルバム | 2022年7月27日  | Platinum Airways Flight 900 プラチナム航空900便                                                      | Blu-spec CD2 | Sony Music Labels MHCL 30728 | メンバー監修リマスター盤 坂田の撮影したメンバー写真とコメント入りリーフレット封入          |
| 1st ミニアルバム | 2022年11月3日  | Platinum Airways Flight 900 プラチナム航空900便                                                      | LP           | Sony Music Labels MHJL 237   | メンバー監修リマスター・完全生産限定盤                                                     |
| 2nd ミニアルバム | 1998年1月21日  | Concerto Für Jazz, Disco Und Bossa Nova, Platinum Symphony Orchestra プラチナム交響曲第900番「白金」 | CD           | BMG JAPAN BVCR-1055          | 全6曲 三方背ケース入り                                                                     |
| 2nd ミニアルバム | 2022年7月27日  | Concerto Für Jazz, Disco Und Bossa Nova, Platinum Symphony Orchestra プラチナム交響曲第900番「白金」 | Blu-spec CD2 | Sony Music Labels MHCL 30729 | メンバー監修リマスター盤 坂田の撮影したメンバー写真とコメント入りリーフレット封入          |
| 2nd ミニアルバム | 2022年11月3日  | Concerto Für Jazz, Disco Und Bossa Nova, Platinum Symphony Orchestra プラチナム交響曲第900番「白金」 | LP           | Sony Music Labels MHJL 238   | メンバー監修リマスター・完全生産限定盤                                                     |
| 1st フルアルバム | 1999年7月23日  | Free(at last) フリー（アット・ラスト）                                                               | CD           | air RECORDS BVCR-11011       | 全10曲                                                                                     |
| 1st フルアルバム | 2021年8月4日   | Free(at last) フリー（アット・ラスト）                                                               | Blu-spec CD2 | Sony Music Labels MHCL 30682 | メンバー監修リマスター盤 ブックレットにメンバーインタビュー収録。                          |
| 1st フルアルバム | 2021年8月28日  | Free(at last) フリー（アット・ラスト）                                                               | LP           | Sony Music Labels MHJL 187   | メンバー監修リマスター・完全生産限定盤。 全8曲であり、2ndシングルの2曲は収録されていない。 |

### シングル
| #                  | 発売日        | シングル                                    | 規格             | 発売元・品番                 | 備考 |
| ------------------ | ------------- | ------------------------------------------- | ---------------- | ---------------------------- | --- |
| 1st マキシシングル | 1998年7月23日 | missing star                                | CD               | air RECORDS BVCR-19001       | 全4曲 |
| 1st マキシシングル | 2022年7月27日 | missing star                                | Blu-spec CD2     | Sony Music Labels MHCL 30730 | メンバー監修リマスター盤 坂田の撮影したメンバー写真とコメント入りリーフレット封入                                        |
| 1st マキシシングル | 2022年11月3日 | missing star                                | 12インチシングル | Sony Music Labels MHJL 239   | メンバー監修リマスター・完全生産限定盤                                                                                   |
| 2nd シングル       | 2022年2月18日 | ハリーは毛むくじゃら / カミーニョ・ド・マー | 7インチシングル  | GREAT TRACKS DQKL-7136       | 完全生産限定盤 Side-1が45回転、Side-2が33 1/3回転。 SONY MUSIC SHOPのみの販売で、一般のCD/レコードショップでは取扱無し。 |

### 提供曲
- SMAPの1999年の8cmCDシングル「Fly」のカップリングに、「End of time」（作詞:坂田直子 / 作曲:西村一彦 / 編曲:飯星裕史）を提供した。この曲は、アルバム未収録である。

## 解散後
- 坂田は、プロとしての音楽活動から離れている[2]。
- 西村もプロとしての音楽活動から離れ、2002年に愛知県で大学の教員になった[2]。
- 飯星は、アレンジャー、キーボーディストとして様々なアーティストの作品、ライブに参加[5]。再生不良性貧血[6]で闘病していたが、2011年5月2日逝去[7]。ソロ・ユニット「Labtranquillo」（ラブトランクィロ）のCDアルバム「TIDE」（Sunmoon Music LTQ-0001）が2011年にリリースされた[8]。